# Hwajeong-dong, Goyang
Hwajeong-dong (koreanska: 화정동) är en stadsdel i staden Goyang i  provinsen Gyeonggi i den nordvästra delen av Sydkorea, 15 km nordväst om huvudstaden Seoul. Den ligger i stadsdistriktet Deogyang-gu.

## Indelning
Administrativt är Hwajeong-dong indelat i:
| Namn    | Namn                | Yta km² | Invånare 31 dec 2020 |
| ------- | ------------------- | ------- | -------------------- |
| 화정1동 | Hwajeong 1(il)-dong | 2,31    | 38 392               |
| 화정2동 | Hwajeong 2(i)-dong  | 1,94    | 33 643               |